# Gitte Lillelund Bech
Pour les articles homonymes, voir Bech.
Gitte Lillelund Bech, née le 21 janvier 1969 à Århus (Danemark), est une femme politique danoise, membre du parti Venstre. Députée au Folketing de 1999 à 2013, elle est ministre de la Défense entre 2010 et 2011.

## Biographie
Gitte Lillelund Bech commence en 1987 des études à l'école de commerce de Copenhague, où elle obtient un bachelor en 1990, et un master en 1992. Après ses études, elle travaille quelques années comme analyste financière pour la Danske Bank, avant de travailler comme consultante pour la société de conseil Cowi, puis enfin comme économiste au sein de la banque Nykredit.
Engagée au sein du parti Venstre, elle est candidate aux élections législatives de 1998 à Copenhague, mais ne parvient pas à remporter de siège et devient seulement la première suppléante de son parti dans la circonscription.
Elle est candidate aux élections européennes de juin 1999, sans toutefois être élue. Elle devient députée au Folketing le 1er octobre 1999, remplaçant Bertel Haarder, élu Venstre de sa circonscription ayant démissionné pour se concentrer sur son mandat de député européen.
Elle est réélue pour un mandat complet au Folketing lors des élections législatives de novembre 2001. Après le scrutin, elle devient la porte-parole de son groupe parlementaire sur les questions d'enseignement supérieur.
Elle est réélue lors des élections législatives de février 2005 et devient la porte-parole de son groupe sur les questions de transports après le scrutin.  Elle quitte ce rôle en 2006 pour devenir présidente de l’Udenrigspolitisk Nævn, une commission parlementaire spéciale établie par la Constitution danoise et chargée d’être consultée par le gouvernement sur les questions de politique étrangère.
Elle remporte un nouveau mandat lors des élections législatives anticipées de novembre 2007. Elle conserve sa présidence de commission après le scrutin, et prend également le rôle de porte-parole de son groupe parlementaire sur les questions de citoyenneté. En janvier 2010, elle devient également porte-parole sur les questions d'éducation.
Le 23 février 2010, elle est nommée ministre de la Défense dans le gouvernement de Lars Løkke Rasmussen, après la démission de Søren Gade. Elle est alors la première femme à occuper le poste. Son mandat est notamment marqué par la participation danoise à l'intervention militaire de 2011 en Libye, décidée en mars 2011,.
Elle remporte un nouveau mandat lors des élections législatives de septembre 2011 qui marquent la victoire du bloc de gauche et le retour de Venstre dans l'opposition. Elle devient alors présidente de la commission parlementaire sur les impôts. En décembre 2012, elle devient en parallèle la porte-parole de son groupe parlementaire pour les questions liées au Groenland.
En août 2012, elle annonce qu'elle ne sera pas candidate à un nouveau mandat au Folketing lors des élections législatives suivantes. Le 12 août 2013, elle annonce sa démission du Parlement avec effet immédiat pour prendre un poste de responsable des affaires publiques au sein d'une agence de communication.
Le 1er août 2014, elle devient la directrice de Danske Havne (da), l'organisation regroupant les 64 ports commerciaux danois. Elle reste en fonctions jusqu'en février 2016, quand elle retourne travailler pour l'agence Advice qu'elle avait quitté pour prendre le poste.
En août 2022, elle est nommée directrice des marchés à la Chambre de commerce danoise. Elle quitte ce rôle en mai 2023.